# 大奥索尔诺
大奥索尔诺（西班牙語：Osorno la Mayor）是西班牙卡斯蒂利亚-莱昂帕伦西亚省的一个市镇。 总面积89平方公里，总人口1689人（2001年），人口密度19人/平方公里。